# PN 접합

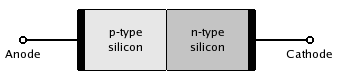
실리콘 p-n 접합 (전압을 주지 않음).

P-N 접합(p–n junction)은 현대 전자공학에서 유용하게 사용할 수 있는 성질을 가지고 있다. P형 반도체나 N형 반도체나 모두 전도율이 좋다. 하지만, 이 둘 사이의 접합면은 그렇지 않다. 이 전도율이 떨어지는 접합면을 공핍영역(depletion zone)이라고 하며, P형 반도체의 운반자인 정공과, N형 반도체의 운반자인 전자가 끌어당김에 의해 재결합하면서 없어지기 때문에 생긴다. 이 전도율이 떨어지는 부분을 이용해서 다이오드를 만든다. 다이오드는 한쪽 방향으로는 전류가 흐를 수 있지만, 다른쪽 방향으로는 전류가 흐르지 않는 소자이다. 이런 특성은 정방향 바이어스와 역방향 바이어스를 이용해서 설명한다. 여기서 바이어스라는 말은 P-N접합에 전압을 걸어주는 것을 뜻한다.
전 작업자가 전도도가 떨어지는 영역이라고 표현했지만 이것은 결과적인 의미해석이고
전기적인 장벽은 전자의 균일화 엔트로피때문에 일어난다.
정공이라고 불리는 것이 전자가 없는 부분이라는 것을 생각할 때 p형 반도체는 전자의 밀도가 낮은상태이고 n형반도체는 전자의 밀도가 높은 상태가 된다. 이상태에서 접합된다면 두 반도체의 전자 밀도가 같아지려는 현상을 보일 것이고 결과적으로 정공과 전자는 각각 반대쪽 반도체로 넘어가게 된다. 하지만 각각의 반도체는 원래상태(전자와 정공이 넘어가지 않은 상태)가 안정된 상태이기에 이 현상은 접합면에 n->p의 방향을 가지는 전기장을 만들며 이 전기장이 역전압이 된다.

## 순방향 바이어스

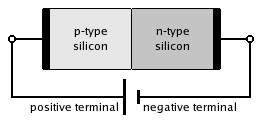
실리콘 p-n 접합 (정방향 바이어스).

순방향 바이어스는 다음 그림과 같이 P형 부분에 (+) 전압을, N형 부분에 (-) 전압을 걸어주는 경우이다.
이렇게 하면 P 영역에 있는 정공과, N 영역에 있는 전자가 접합면 쪽으로 끌려온다(P 영역에 걸린 양전하가 정공을 밀어내고, N 영역에 걸린 음전하가 전자를 밀어낸다). 따라서 당연히 공핍(depletion)영역의 폭이 줄어들게 된다. 이렇게 되면 P-N 접합면의 전위 장벽(potential barrier)가 줄어들고, 전기저항이 낮은 값이 된다.

## 역방향 바이어스

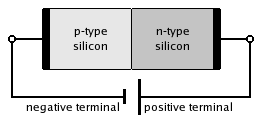
실리콘 p–n 접합 (역방향 바이어스).

역방향 바이어스는 정방향 바이어스와는 반대로, N형 부분에 (+) 전압, P형 부분에 (-) 전압을 걸어주는 경우이다.
이렇게 하면 built-in potential 평형상태보다 높아져 캐리어들이 반대영역으로 움직일 수 없고, 따라서 전류가 흐르지 않는다.
하지만 높은 역방향 바이어스를 걸어줄 경우 breakdown에 의해 역방향 전류가 형성된다.
Breakdown의 종류에는 Zener breakdown, avalanche breakdown이 있다.

## 같이 보기
- 반도체
- 트랜지스터